# История почты и почтовых марок Далмации
История почты и почтовых марок Далмации условно подразделяется периоды австрийского господства (Королевство Далмация; 1815—1918), итальянской (1919—1922) и немецкой оккупации (1943), а также почтовых систем югославских государственных образований, которые действовали на территории Далмации в XX веке. На современном этапе земли прежней Далмации относятся к Хорватии (большей частью) и Черногории и обслуживаются почтовыми ведомствами этих стран.

## Королевство Далмация
С 1815 по 1918 год Королевство Далмации находилось в составе Австро-Венгерской империи. Почтовая дирекция располагалась в Сплите, и в обращении на территории Далмации находились марки Австрии без надпечаток.

## Загребская и Люблинская дирекции
После распада Австро-Венгрии в результате Первой мировой войны словенцы, сербы и хорваты, населявшие австро-венгерские земли в Боснии и Герцеговине, Хорватии, Словении, Далмации, Крайне, южных частях Штирии и Каринтии, объединились в независимое Государство словенцев, хорватов и сербов. Это произошло 20 октября 1918 года, а 1 декабря того же года состоялось объединение этого государства с Сербией и Черногорией и было образовано Королевство сербов, хорватов и словенцев. Почтовые дирекции в Сараево, Загребе и Любляне выпустили в связи с этим почтовые марки с названием нового государства. При этом в Далмации использовались марки Загребской и Люблинской дирекций.

## Итальянская оккупация
В мае 1919 года Италия выпустила специальные почтовые марки для части территории Далмации, оккупированной ею во время Первой мировой войны.
Марки были изготовлены путём надпечатки нового номинала на итальянских почтовых марках. Первый такой выпуск был осуществлён 1 мая 1919 года и представляли собой надпечатку номинала итал. «una / corona» («одна / корона») на итальянской марке номиналом в 1 лиру. В 1921 году вышли марки с надпечатками номиналов в 5 корон и 10 корон с надписью «5[10] / centesimi / di corona» («5[10] / чентезими / короны»), за ними последовали ещё пять номиналов в 1922 году. Аналогичные надпечатки были сделаны для марок специальной доставки (спешной почты) и доплатных марок.
Вскоре после этого аннексированные территории перешли на итальянскую денежную систему и почтовые марки. Вследствие этого марки Далмации использовались нечасто, поэтому прошедшие почту марки в наше время стоят примерно на 50—100 % больше негашеных. Их можно легко спутать с итальянскими выпусками, имевшими хождение на территории оккупированной Австрии: надпечатки Далмации отличает использование типографского шрифта «сансериф» (без засечек).
В обращении марки итальянской оккупации находились до начала 1922 года, после чего Далмация вошла в состав Югославии.

## Немецкая оккупация
Часть территории Далмации была оккупирована Германией в сентябре 1943 года, при этом на почтовых марках Германии были сделаны надпечатки для использования на этой территории с центром в городе Зара.

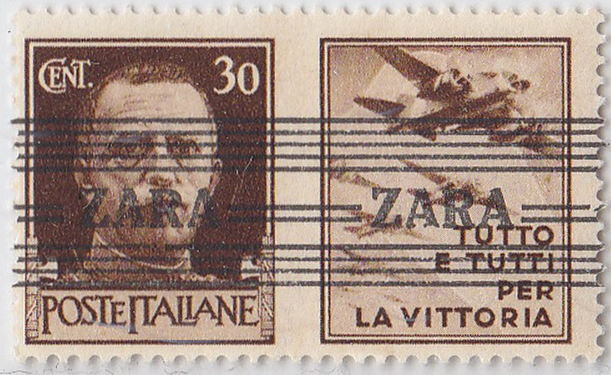
Почтовая марка Задара, 1943(Mi #36)

Это случилось, когда после выхода Италии из войны территория, ранее находившаяся под её контролем была занята немецкими оккупационными войсками. 9 октября 1943 года немецкие власти выпустили для Задара почтовые марки — надпечатки на различных марках Италии текста нем. «Deutsche / Besetzung / Zara» («Немецкая оккупация Зара»). В ноябре того же года на итальянских марках была сделана надпечатка «Zara» в ленте из линий.
В октябре 1943 были также выпущены доплатные марки — надпечатки на доплатных марках Италии текста «Deutsche / Besetzung / Zara».
16 декабря 1943 года Почтовая дирекция в Задаре была уничтожена во время бомбардировки города самолётами антигитлеровской коалиции.

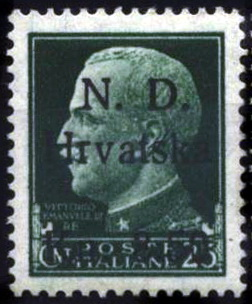
Марка Шибеника, 1944(Mi #3)

## Местный выпуск Шибеника
В 1943 году после капитуляции Италии хорватские войска заняли город Шибеник — один из региональных центров (наряду с Задаром) в Северной Далмации. На марках Италии вручную сделали надпечатку хорв. «NDH» («Независимое государство Хорватия»). Серия состояла из 20 номиналов, включая авиапочтовые, экспрессные и доплатные марки. В марте 1944 года в обращение поступили ещё пять номиналов стандартной серии с типографской надпечаткой «N. D. Hrvatska» («Независимое государство Хорватия») и номинала в кунах. Эти выпуски почта признала официальными.